# Donald Love
Donald Alistair Love (* 2. Dezember 1994 in Rochdale, England) ist ein schottischer Fußballspieler, der seit 2022 beim FC Morecambe spielt. Er wird vorrangig als Innenverteidiger eingesetzt.

## Karriere
Love begann seine Karriere bei Manchester United. Ab Oktober 2015 verbrachte er drei Monate auf Leihbasis bei Wigan Athletic. Zur Saison 2016/17 wechselte er gemeinsam mit Paddy McNair für insgesamt 5,5 Mio. Pfund Sterling zum Ligakonkurrenten AFC Sunderland, bei dem er einen bis zum 30. Juni 2020 datierten Vierjahresvertrag erhielt. Nach drei dieser vier Jahre wechselte er zum englischen Drittligisten Shrewsbury Town. 2021 verließ er Shrewsbury und schloss sich Salford City an. Im Sommer 2022 wechselte er zum FC Morecambe.